# Navete mitocondriale
Navetele mitocondriale sunt sisteme de transport ale agenților reducători prin membrana mitocondrială internă. NADH și NAD+ nu pot tranversa membrana, dar pot reduce alte molecule, precum FAD și [QH2] care pot tranversa membrana pentru ca electronii săi să ajungă în lanțul transportor de electroni.  
La om cele două sisteme principale sunt: 
| Denumire                 | În mitocondrie    | În lanțul transportor de electroni | Iese în citosol         |
| ------------------------ | ----------------- | ---------------------------------- | ----------------------- |
| Naveta glicerol-3-fosfat | Glicerol-3-fosfat | QH2 (~ 1,5 ATP )                   | Dihidroxi-aceton-fosfat |
| Naveta malat-aspartat    | Malat             | NADH (~ 3 ATP)                     | Oxaloacetat / aspartat  |

La om, naveta de glicerol-3-fosfat se găsește în principal în țesutul adipos brun, deoarece conversia (în ATP) este mai puțin eficientă, generând astfel mai multă căldură, care este unul dintre principalele scopuri ale grăsimii brune. Se găsește în primul rând la bebeluși, deși este prezent în cantități mici și la adulți, în jurul rinichilor și pe partea dorsală a gâtului. Naveta malat-aspartat se găsește în mare parte din restul corpului. 

## Vezi si
- Transportori mitocondriali